# Giorgio Mulè
Giorgio Mulè (Caltanissetta, 25 aprile 1968) è un politico e giornalista italiano.
Dal 1º marzo 2021 al 19 ottobre 2022 è stato sottosegretario di Stato al Ministero della difesa nel governo Draghi. Nella XIX legislatura è anche Vice-Presidente della Camera dei Deputati.
È stato direttore di Videonews dal 2006 al 2007, Studio Aperto dal 2007 al 2009 e infine Panorama dal 2009 al 2018.
Dal 2023 fa parte del Comitato Direttivo di IAI - Istituto Affari Internazionali.

## Carriera
Nato a Caltanissetta; dopo gli studi a Mazara del Vallo, si laurea in Scienze della comunicazione all'Università degli Studi di Palermo.

### Carriera giornalistica
Inizia la sua carriera giornalistica nel 1989, al Giornale di Sicilia di Palermo come cronista di nera e giudiziaria, con una parentesi newyorkese a Il Progresso Italoamericano; nel 1992 passa a Il Giornale, allora diretto da Indro Montanelli.
Nel 1996, il direttore Vittorio Feltri gli affida la responsabilità di guidare la neonata cronaca di Roma e poi la redazione romana. Passa a Panorama dove in breve tempo (dopo aver ricoperto diverse cariche, da inviato a caporedattore) diventa prima vicedirettore e poi vicedirettore esecutivo. Dopo il passaggio del direttore Carlo Rossella al TG5, si parla di una sua possibile guida a Panorama, ma alla fine Mondadori affida l'incarico al conterraneo Pietro Calabrese. Mulè passa quindi a dirigere, dal 25 novembre 2004, Panorama Economy.
Dal dicembre 2005, contestualmente alla direzione di Economy, ricopre anche la carica di vicedirettore Videonews, la struttura che cura i programmi di approfondimento giornalistico di Mediaset. Nel maggio 2006 è nominato direttore di Videonews; lascia ogni incarico nella carta stampata. Gli succede alla guida di Panorama Economy Sergio Luciano. Suo programma di successo è Tempi Moderni, trasmissione incentrata sull'inchiesta d'attualità, in onda su Rete 4, a cura di Fabio Tricoli e Antonello Sette, e condotto da Irene Pivetti (nella prima edizione) e da Ilaria Cavo (nella seconda).
Dall'11 ottobre 2007 al 31 agosto 2009 ha diretto Studio Aperto, il telegiornale di Italia 1, succedendo a Mario Giordano. Nel mese di agosto 2008, ha firmato il programma di Italia 1 Tutto in 1 notte, settimanale di Studio Aperto e successivamente anche Rewind, Borders e Live.
Dal 1º settembre 2009 al 31 gennaio 2018 è stato il direttore del settimanale Panorama (per il quale aveva in passato ricoperto l'incarico di vicedirettore esecutivo), succedendo a Maurizio Belpietro, e del settimanale Economy.
Nel 2014 è stato professore straordinario a tempo determinato di Teorie e tecniche della comunicazione presso l'Università telematica "Pegaso" di Napoli.

### Premi e riconoscimenti
Gli sono stati assegnati numerosi riconoscimenti nel corso della carriera: da quello per l’impegno antimafia con il premio “Ninni Cassarà” nel 2011 a quello per la capacità di innovazione con il premio “Biagio Agnes” nel 2017, dalla Lex Spoletina per aver compiuto un’azione continua e rilevante finalizzata alla valorizzazione e promozione della città di Spoleto nel 2019 al Premio Internazionale Bonifacio VIII “Per una cultura della Pace”, nel 2021. Il 26 ottobre 2021 gli è stata inoltre conferita l'onorificenza di Oficial del Orden de San Carlos dal presidente della Repubblica della Colombia, Iván Duque Márquez, destinata a chi è d’aiuto, a chi sostiene e a chi supporta le istituzioni e i cittadini colombiani. A novembre 2021 è stato nominato Patron of the International Forum for Peace, Security and Prosperity in quanto riconosciuto come “ambasciatore” della missione e della visione del forum che si basano sulla capacità di garantire la giustizia, salvaguardando la democrazia e la libertà.
A giugno del 2023 è stato insignito del titolo di Grande Ufficiale dell’Ordine al Merito Navale del Brasile - onorificenza riservata “eccezionalmente” a personalità straniere - conferito dal Presidente della Repubblica Luiz Inácio Lula da Silva.
Promotore e primo firmatario della proposta di legge A. C. 2451 (A. S. 1894) che prevede l’istituzione della "Giornata nazionale in memoria delle vittime dell'epidemia di Coronavirus" approvata all’unanimità alla Camera dei deputati il 23 luglio 2020 per rendere viva la memoria di tutti coloro che hanno perso la vita a causa dell’emergenza sanitaria. La proposta è stata successivamente approvata dal Senato e così la legge n. 35 del 2021 ha istituito la Giornata nazionale in memoria delle vittime del COVID-19, fissata il 18 marzo di ogni anno.
È stato insignito della medaglia di bronzo di benemerenza della Croce Rossa Italiana per il sostegno straordinario “in segno di gratitudine per aver dimostrato spirito di sacrificio e assoluta abnegazione durante l’emergenza pandemica da Sars-Cov-2 palesando inoltre alta coscienza civica e morale”.

#### Elezione a deputato

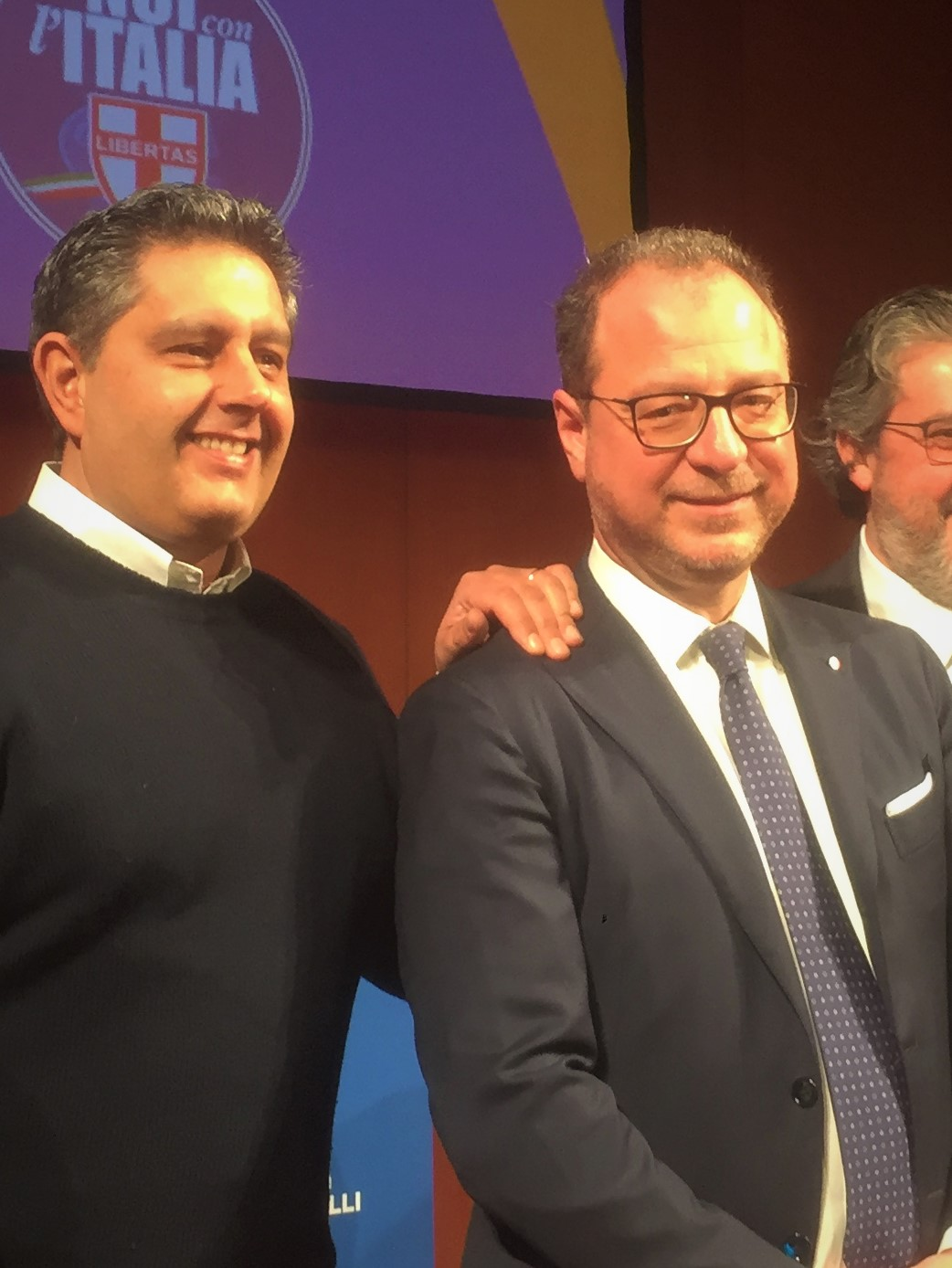
Mulè sul palco con Giovanni Toti durante la campagna elettorale per le politiche del 2018.

In vista delle elezioni politiche 2018, a gennaio entra a far parte di Forza Italia (FI) e, dopo essersi dimesso dalla direzione di Panorama, si candida alla Camera dei Deputati nel collegio uninominale di Sanremo, per la coalizione di centro-destra in quota FI, dove viene eletto deputato con oltre il 46% dei voti contro il candidato del Movimento 5 Stelle Federico Firmian (29,15%) e del centro-sinistra, in quota Partito Democratico, Anna Russo (17,76%). Nonostante la sua candidatura nell'uninominale di Sanremo, era anche capolista nel collegio plurinominale Liguria - 01.
Nella puntata del 14 febbraio di Porta a Porta aveva affermato che la sua candidatura sarebbe entrata in auge durante il dicembre 2017, quando il noto giornalista aveva incontrato Silvio Berlusconi e avevano discusso di un impegno politico. Mulè ha detto di aver preso due giorni per pensarci e successivamente di aver accettato la proposta del leader di Forza Italia.
Il 10 aprile viene nominato portavoce unico dei gruppi di Camera e Senato per Forza Italia. È capogruppo di FI nella Commissione parlamentare per l'indirizzo generale e la vigilanza dei servizi radiotelevisivi, oltre ad essere membro della 9ª Commissione Trasporti, Poste e Telecomunicazioni.
Promotore e primo firmatario della proposta di legge A. C. 2451 (A. S. 1894) che prevede l’istituzione della "Giornata nazionale in memoria delle vittime dell'epidemia di Coronavirus" approvata all’unanimità alla Camera dei deputati il 23 luglio 2020 per rendere viva la memoria di tutti coloro che hanno perso la vita a causa dell’emergenza sanitaria.
Il 30 giugno 2019 la Camera dei deputati approva il testo, di cui Mulè è promotore, relatore e primo firmatario, per l’adozione e l’utilizzo dei defibrillatori in ambiente extra-ospedaliero. Legge approvata successivamente in data 28 luglio 2021 dalla Commissione affari sociali della Camera in sede legislativa e pubblicata in Gazzetta ufficiale il 13 agosto 2021.
Dal 19 dicembre dello stesso anno è anche responsabile nazionale dipartimenti di Forza Italia al posto di Adriano Galliani. Il 12 maggio 2020, Berlusconi nomina un nuovo coordinamento di 14 persone tra le quali c’è anche Mulè.
Nell'agosto 2020, a poche settimane dal referendum costituzionale sul taglio del numero di parlamentari legato alla riforma avviata dal governo Conte I e conclusa dal governo Conte II, Mulè annuncia, dopo aver votato "sì" in assemblea, il suo voto contrario, in dissidenza con la linea ufficiale del suo partito, schierato inizialmente per il "Sì" dai vertici del gruppo parlamentare, prima che il leader Silvio Berlusconi si posizionasse in una posizione intermedia concedendo libertà di voto.

#### Nomina a sottosegretario, rielezione a deputato e vicepresidente della Camera
Il 24 febbraio 2021 viene nominato sottosegretario al Ministero della difesa nel nuovo Governo Draghi.
Alle elezioni politiche anticipate del 25 settembre 2022 viene candidato alla Camera dei deputati come capolista nel collegio plurinominale di Palermo risultando eletto.
Il 19 ottobre seguente viene eletto vicepresidente della Camera dei deputati.

## Opere
- 2003 Doppia verità - Il giallo di Cogne: le tesi di accusa e difesa sull'omicidio di Samuele, Arnoldo Mondadori Editore